# اوتسیلیماخی
اوتسیلیماخی (به لاتین: Utsilimakhi) یک منطقهٔ مسکونی در روسیه است که در داغستان واقع شده‌است.